# Llista de microprocessadors Pentium III d'Intel
El Pentium III d'Intel és la sisena generació de CPUs llançada al mercat.

## Processadors d'escriptori

### "Katmai"(250 nm)
- Tots els models incorporen: MMX, SSE
- El sufix 'B' singnifica un FSB a 133 MHz
- The L2 cache is off-die and runs at 50% cpu speed.

| Número de model | Freqüència | L2-Cache | Front Side Bus | Mult | Voltatge | TDP    | Socket | Data publicació | Número de serie | sSpec Number(s)   |
| --------------- | ---------- | -------- | -------------- | ---- | -------- | ------ | ------ | --------------- | --------------- | ----------------- |
| PIII 450        | 450 MHz    | 512 KiB  | 100 MT/s       | 4.5x | 2.0 V    | 25.3 W | Slot 1 | Maig 1999       | BX80525U450512  | SL35D,SL37C,SL3CC |
| PIII 500        | 500 MHz    | 512 KiB  | 100 MT/s       | 5x   | 2.0 V    | 28 W   | Slot 1 |                 |                 | SL35E             |
| PIII 533B       | 533 MHz    | 512 KiB  | 133 MT/s       | 4x   | 2.0 V    | 29.7 W | Slot 1 |                 |                 |                   |
| PIII 550        | 550 MHz    | 512 KiB  | 100 MT/s       | 5.5x | 2.0 V    | 30.8 W | Slot 1 |                 | BX80525U550512  | SL3F7,SL3FJ       |
| PIII 600        | 600 MHz    | 512 KiB  | 100 MT/s       | 6x   | 2.05 V   | 34.5 W | Slot 1 |                 | BX80525U600512  | SL3JM             |
| PIII 600B       | 600 MHz    | 512 KiB  | 133 MT/s       | 4.5x | 2.05 V   | 34.5 W | Slot 1 |                 | BX80525H600512  | SL3JP             |

### "Coppermine"(180 nm)
- Tots els models incorporen: MMX, SSE
- El sufix 'B' singnifica un FSB a 133 MHz
- The 'E' suffix denotes the transition from Katmai's 250nm process to the 180nm process, but only on those models that overlap between Katmai and Coppermine families.
- La memòria cau L2 corre a una velocitat del 100% de cpu

| Número de model | Freqüència | L2-Cache | Front Side Bus | Mult  | Voltatge | TDP    | Socket            | Data publicació | Número de serie  | sSpec Number(s) |
| --------------- | ---------- | -------- | -------------- | ----- | -------- | ------ | ----------------- | --------------- | ---------------- | --------------- |
| PIII 500E       | 500 MHz    | 256 KiB  | 100 MT/s       | 5x    | 1.6 V    | 13.2 W | Socket 370        |                 |                  | SL3Q9           |
| PIII 533EB      | 533 MHz    | 256 KiB  | 133 MT/s       | 4x    | 1.6 V    | 14 W   | Socket 370        |                 |                  |                 |
| PIII 533EB      | 533 MHz    | 256 KiB  | 133 MT/s       | 4x    | 1.65 V   | 14 W   | Slot 1            |                 | BX80526U533256   |                 |
| PIII 550E       | 550 MHz    | 256 KiB  | 100 MT/s       | 5.5x  | 1.65 V   | 14.5 W | Socket 370        |                 |                  |                 |
| PIII 550E       | 550 MHz    | 256 KiB  | 100 MT/s       | 5.5x  | 1.65 V   | 14.5 W | Slot 1            |                 | BX80526U550256   |                 |
| PIII 600E       | 600 MHz    | 256 KiB  | 100 MT/s       | 6x    | 1.65 V   | 15.8 W | Socket 370        |                 |                  |                 |
| PIII 600E       | 600 MHz    | 256 KiB  | 100 MT/s       | 6x    | 1.65 V   | 15.8 W | Slot 1            |                 | BX80526PY600256  | SL43E           |
| PIII 600EB      | 600 MHz    | 256 KiB  | 133 MT/s       | 4.5x  | 1.65 V   | 15.8 W | Socket 370        |                 |                  | SL3VB,SL3XT     |
| PIII 600EB      | 600 MHz    | 256 KiB  | 133 MT/s       | 4.5x  | 1.65 V   | 15.8 W | Slot 1            |                 | BX80526U600256   |                 |
| PIII 650        | 650 MHz    | 256 KiB  | 100 MT/s       | 6.5x  | 1.65 V   | 17 W   | Socket 370        |                 |                  |                 |
| PIII 650        | 650 MHz    | 256 KiB  | 100 MT/s       | 6.5x  | 1.65 V   | 17 W   | Slot 1            |                 | BX80526U650256   |                 |
| PIII 667        | 666 MHz    | 256 KiB  | 133 MT/s       | 5x    | 1.65 V   | 17.5 W | Socket 370        |                 | RB80526PZ667256  | SL3VK           |
| PIII 667        | 666 MHz    | 256 KiB  | 133 MT/s       | 5x    | 1.65 V   | 17.5 W | Slot 1            |                 | BX80526U667256   |                 |
| PIII 700        | 700 MHz    | 256 KiB  | 100 MT/s       | 7x    | 1.65 V   | 18.3 W | Socket 370        |                 |                  |                 |
| PIII 700        | 700 MHz    | 256 KiB  | 100 MT/s       | 7x    | 1.65 V   | 18.3 W | Slot 1            |                 | BX80526U700256   |                 |
| PIII 733        | 733 MHz    | 256 KiB  | 133 MT/s       | 5.5x  | 1.65 V   | 19.1 W | Socket 370        |                 |                  |                 |
| PIII 733        | 733 MHz    | 256 KiB  | 133 MT/s       | 5.5x  | 1.65 V   | 19.1 W | Slot 1            |                 | BX80526U733256   |                 |
| PIII 750        | 750 MHz    | 256 KiB  | 100 MT/s       | 7.5x  | 1.65 V   | 19.5 W | Socket 370        |                 |                  |                 |
| PIII 750        | 750 MHz    | 256 KiB  | 100 MT/s       | 7.5x  | 1.65 V   | 19.5 W | Slot 1            |                 | BX80526U750256   |                 |
| PIII 800E       | 800 MHz    | 256 KiB  | 100 MT/s       | 8x    | 1.65 V   | 20.8 W | Socket 370        |                 |                  |                 |
| PIII 800E       | 800 MHz    | 256 KiB  | 100 MT/s       | 8x    | 1.65 V   | 20.8 W | Slot 1            |                 | BX80526U800256   |                 |
| PIII 800EB      | 800 MHz    | 256 KiB  | 133 MT/s       | 6x    | 1.65 V   | 20.8 W | Socket 370        |                 |                  |                 |
| PIII 800EB      | 800 MHz    | 256 KiB  | 133 MT/s       | 6x    | 1.65 V   | 20.8 W | Slot 1            |                 | BX80526U800256   |                 |
| PIII 850        | 850 MHz    | 256 KiB  | 100 MT/s       | 8.5x  | 1.65 V   | 25.7 W | Socket 370        |                 |                  | SL49G           |
| PIII 850        | 850 MHz    | 256 KiB  | 100 MT/s       | 8.5x  | 1.65 V   | 22.5 W | Slot 1            |                 | BX80526U850256   |                 |
| PIII 866        | 866 MHz    | 256 KiB  | 133 MT/s       | 6.5x  | 1.65 V   | 22.9 W | Socket 370        | Març 2000       |                  | SL4MD           |
| PIII 866        | 866 MHz    | 256 KiB  | 133 MT/s       | 6.5x  | 1.65 V   | 22.9 W | Slot 1            |                 | BX80526U866256   |                 |
| PIII 866        | 866 MHz    | 256 KiB  | 133 MT/s       | 6.5x  | 1.7 V    | ? W    | Socket 370        |                 |                  | SL4CB           |
| PIII 933        | 933 MHz    | 256 KiB  | 133 MT/s       | 7x    | 1.7 V    | 24.5 W | Socket 370        |                 |                  | SL4ME           |
| PIII 933        | 933 MHz    | 256 KiB  | 133 MT/s       | 7x    | 1.7 V    | 25.5 W | Slot 1            |                 | BX80526U933256   | SL47Q           |
| PIII 1000       | 1000 MHz   | 256 KiB  | 100 MT/s       | 10x   | 1.75 V   | 29 W   | Socket 370        |                 |                  |                 |
| PIII 1000       | 1000 MHz   | 256 KiB  | 100 MT/s       | 10x   | 1.7 V    | 26.1 W | Slot 1            |                 | BX80526H1000256  |                 |
| PIII 1000B      | 1000 MHz   | 256 KiB  | 133 MT/s       | 7.5x  | 1.75 V   | 26.1 W | Socket 370        |                 | BX80526C1000256  | SL4C8           |
| PIII 1000B      | 1000 MHz   | 256 KiB  | 133 MT/s       | 7.5x  | 1.75 V   | 26.1 W | Slot 1            |                 | BX80526PZ1000256 | SL4BS           |
| PIII 1000EB     | 1000 MHz   | 256 KiB  | 133 MT/s       | 7.5x  | 1.75 V   |        | Socket 370 FC-PGA |                 |                  |                 |
| PIII 1100       | 1100 MHz   | 256 KiB  | 100 MT/s       | 10.5x | 1.75 V   | 33 W   | Socket 370        |                 |                  |                 |

### "Coppermine-T"(180 nm)
- Tots els models incorporen: MMX, SSE
- La memòria cau L2 corre a una velocitat del 100% de cpu

| Número de model | Freqüència | L2-Cache | Front Side Bus | Mult | Voltatge | TDP    | Socket     | Data publicació | Número de serie |
| --------------- | ---------- | -------- | -------------- | ---- | -------- | ------ | ---------- | --------------- | --------------- |
| PIII 866        | 866 MHz    | 256 KiB  | 133 MT/s       | 6x   | 1.75 V   | 38.2 W | Socket 370 |                 |                 |
| PIII 933        | 933 MHz    | 256 KiB  | 133 MT/s       | 7x   | 1.75 V   | 27.3 W | Socket 370 |                 |                 |
| PIII 1000       | 1000 MHz   | 256 KiB  | 133 MT/s       | 7.5x | 1.75 V   | 29 W   | Socket 370 |                 |                 |
| PIII 1133       | 1133 MHz   | 256 KiB  | 133 MT/s       | 8.5x | 1.75 V   | 29.1 W | Socket 370 |                 |                 |

### "Tualatin"(130 nm)
- Tots els models incorporen: MMX, SSE
- El sufix 'S' singnifica la presència de memòria cau L2 de 512KiB
- The Tualatin-class Pentium IIIs did not include the controversial Processor Serial Number feature that was present in the earlier Pentium IIIs
- La memòria cau L2 corre a una velocitat del 100% de cpu

| Número de model | Freqüència | L2-Cache | Front Side Bus | Mult  | Voltatge | TDP    | Socket     | Data publicació | Número de serie | sSpec Number(s)     |
| --------------- | ---------- | -------- | -------------- | ----- | -------- | ------ | ---------- | --------------- | --------------- | ------------------- |
| PIII 1000       | 1000 MHz   | 256 KiB  | 133 MT/s       | 7.5x  | 1.5 V    | 29.9 W | Socket 370 |                 |                 |                     |
| PIII 1133       | 1133 MHz   | 256 KiB  | 133 MT/s       | 8.5x  | 1.5 V    | 29.1 W | Socket 370 |                 |                 |                     |
| PIII 1133S      | 1133 MHz   | 512 KiB  | 133 MT/s       | 8.5x  | 1.5 V    | 28.7 W | Socket 370 |                 |                 |                     |
| PIII 1200       | 1200 MHz   | 256 KiB  | 133 MT/s       | 9x    | 1.475 V  | 29.9 W | Socket 370 |                 | BX80530C1200256 | SL5GN, SL5PM        |
| PIII 1266S      | 1266 MHz   | 512 KiB  | 133 MT/s       | 9.5x  | 1.5 V    | 30.4 W | Socket 370 |                 |                 |                     |
| PIII 1333       | 1333 MHz   | 256 KiB  | 133 MT/s       | 10x   | 1.5 V    | 29.9 W | Socket 370 |                 |                 |                     |
| PIII 1400       | 1400 MHz   | 256 KiB  | 133 MT/s       | 10.5x | 1.5 V    | 31.2 W | Socket 370 |                 |                 |                     |
| PIII 1400S      | 1400 MHz   | 512 KiB  | 133 MT/s       | 10.5x | 1.5 V    | 32.2 W | Socket 370 |                 | BX80530C1400512 | SL5XL, SL657, SL6BY |